# 18973 Кроуч
18973 Кроуч (18973 Crouch) — астероїд головного поясу, відкритий 29 серпня 2000 року.
Тіссеранів параметр щодо Юпітера — 3,342.